# Banca Popolare Cinese
La Banca Popolare Cinese (abbreviato: PBC o PBOC,  中國人民銀行T, 中国人民银行S, Zhōngguó Rénmín YínhángP) è la banca centrale della Repubblica Popolare Cinese. Essa detiene il potere di gestione della politica monetaria e quello di regolamentazione delle istituzioni finanziarie della Cina continentale.
L'istituto fu fondato nel 1948 e l'anno successivo divenne l'unica banca centrale del Paese dopo la vittoria dei comunisti guidati da Mao Zedong. La PBC è priva di indipendenza istituzionale in quanto sottoposta all'autorità del Consiglio di Stato, ed è obbligata ad attuare le politiche del Partito Comunista Cinese sotto la direzione della sua Commissione finanziaria centrale.
Si tratta di un organismo diverso rispetto alla Bank of China, che è una banca commerciale, e dalla Banca centrale della Repubblica di Cina, che è la banca centrale di Taiwan.
Dal 25 luglio 2023 i ruoli di governatore e segretario sono ricoperti congiuntamente da Pan Gongsheng.

## Storia

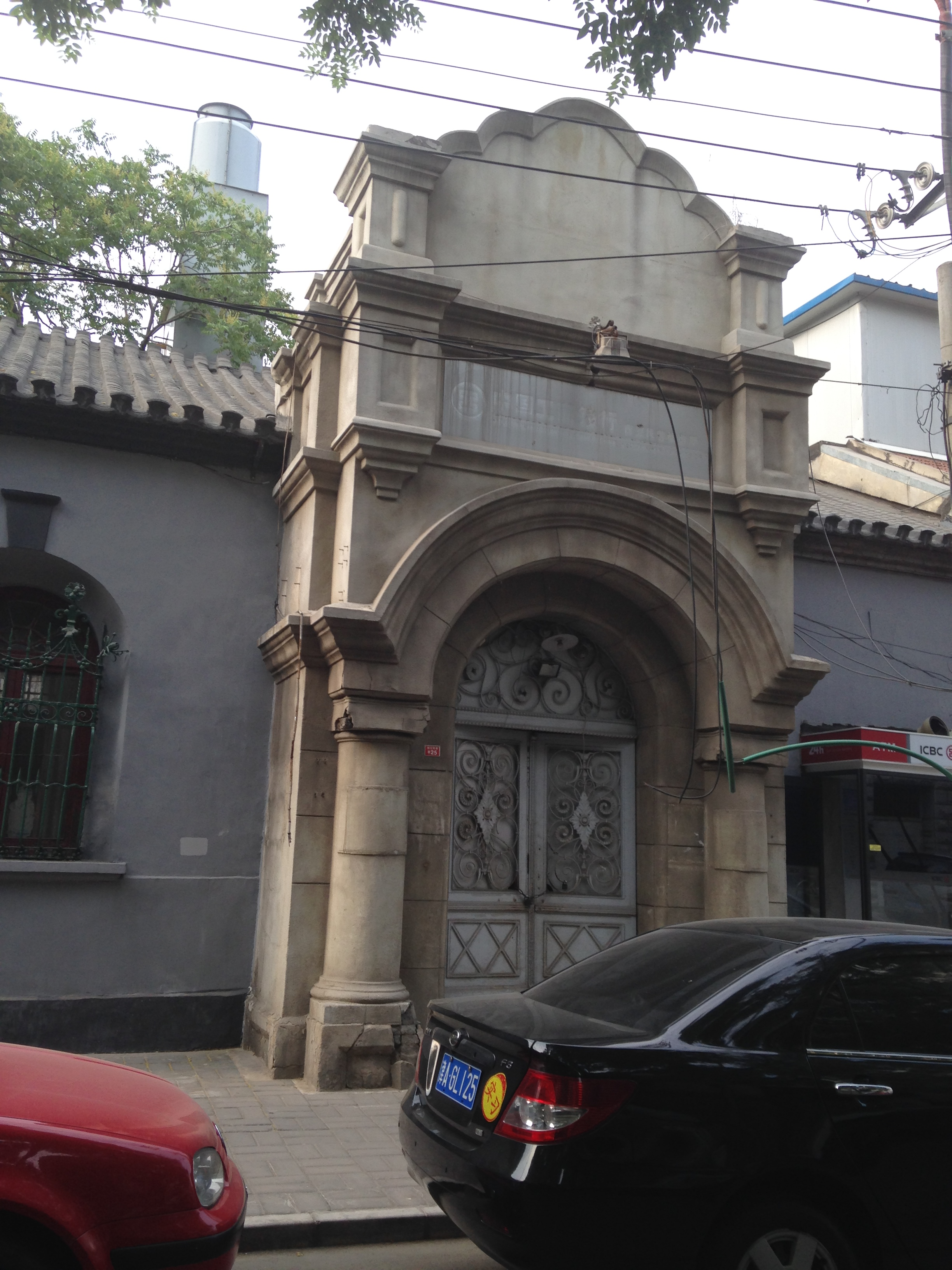
La sede della Banca della Grande Qing

### Banca della Grande Qing
Nel 1905 venne fondata la Da Qing Hu Bu Yinhang (大清户部銀行S), ovvero "Banca del Ministero delle Finanze dell'Impero Cinese" (la "Grande Qing"), che è stata la banca centrale della dinastia Qing e la prima banca centrale nella storia della Cina. Essa svolgeva il ruolo di banca centrale, stampava le banconote e gestiva la tesoreria dell'amministrazione imperiale, ma era anche una banca d'affari.
La Banca aveva sede al 27 della via Xijiaomin, nel Distretto di Xicheng, a Pechino.
Nel 1908 l'istituzione fu ribattezzata semplicemente Da Qing Yinhang (大清銀行), ovvero "Banca della Grande Qing".

### 1912 - 1949
Dopo la proclamazione della Repubblica di Cina nel 1912 a seguito della Rivoluzione Xinhai, la banca del Da Qing fu ulteriormente ribattezzata Bank of China.
Inizialmente fungeva da banca centrale, ma fu sostituita in questo ruolo dalla Banca Centrale nel 1928, e divenne perciò una banca commerciale ordinaria.
La Banca Centrale (中央銀行S, Zhōngyāng YínhángP) era stata fondata nel 1924 a Canton su iniziativa di Sun Yat-sen, per finanziare lo sviluppo della Repubblica di Cina.
In ogni modo, fino al 1942 vi erano in Cina quattro banche d'emissione: la Bank of China, la Banca Centrale, la Banca dei Contadini Cinesi (中國農民銀行S, Zhōngguó nóngmín yínhángP) e la Banca delle Comunicazioni (交通銀行S, Jiāotōng YínhángP).

### Banca Popolare Cinese
La storia della Banca Popolare Cinese è unica nel panorama delle banche centrali. Venne fondata nel 1948 poco prima della creazione della Repubblica Popolare Cinese e a seguito della vittoria delle forze comuniste inglobò le banche commerciali nazionalizzate. Tra il 1949 e il 1978 la Banca Popolare Cinese gestì sia i compiti tipici di una banca centrale sia le operazioni finanziarie solitamente gestite da un istituto bancario commerciale.
Nel 1980, grazie alle riforme economiche, dalla banca centrale furono create quattro banche commerciali di proprietà statale. La Banca Popolare Cinese conservò i poteri tradizionali di una banca centrale. Nel 1995 tali poteri vennero modellati sull'esempio della Federal Reserve degli USA grazie ad una specifica legislazione: la legge della Banca Popolare Cinese.
Un ulteriore processo di ristrutturazione della banca nel 1998 comportò l'eliminazione delle filiali locali e provinciali con lo scopo di evitare l'influenza esercitata dai dirigenti locali sulla politica generale della banca centrale. Oggi esistono nove filiali regionali i cui confini non corrispondono ai confini delle amministrazioni locali della Repubblica Popolare Cinese.
Il governatore della Banca Popolare Cinese è nominato dal Congresso nazionale del popolo. Da marzo 2018 il governatore è Yi Gang.
Pur operando con un certo grado di autonomia, la PBC non ha l'indipendenza della banca centrale ed è politicamente tenuta ad attuare le politiche del Partito Comunista Cinese (PCC). Il segretario del PCC della PBC è la posizione più potente nella banca e può avere più influenza del governatore. Dal 1º luglio 2023 segretario del partito è Pan Gongsheng, che dal 25 luglio 2023 è anche governatore.

## Governatori
- Nan Hanchen (南汉宸): ottobre 1949 – ottobre 1954
- Cao Juru (曹菊如): ottobre 1954 – ottobre 1964
- Hu Lijiao (胡立教): ottobre 1964 – 1966
- Chen Xiyu (陈希愈): maggio 1973 – gennaio 1978
- Li Baohua (李葆华): gennaio 1978 – aprile 1982
- Lü Peijian (吕培俭): aprile 1982 – marzo 1985
- Chen Muhua (陈慕华): marzo 1985 – aprile 1988
- Li Guixian (李贵鲜): aprile 1988 – luglio 1993
- Zhu Rongji (朱镕基): luglio 1993 – giugno 1995
- Dai Xianglong (戴相龙): giugno 1995 – dicembre 2002
- Zhou Xiaochuan (周小川): dicembre 2002 – marzo 2018
- Yi Gang (易纲): marzo 2018 – luglio 2023
- Pan Gongsheng (潘功胜): luglio 2023 – in carica